# Nekrolog 3. Quartal 1937
Nekrolog
◄◄
| ◄
| 1933
| 1934
| 1935
| 1936
| 1937 | 1938 | 1939 | 1940 | 1941 | ► | ►►
1. Quartal |
2. Quartal |
3. Quartal |
4. Quartal 1937
Weitere Ereignisse | Allgemeiner Nekrolog 1937
Die Beschreibung der verstorbenen Person sollte so kurz wie möglich gehalten sein und nur deren signifikante Tätigkeit(en) enthalten.
Neue Namen ggf. auch unter dem Geburts- und Sterbedatum, also etwa unter 1. Januar und im Geburts- und Sterbejahr (2024) eintragen (nur bei entsprechender großer Wichtigkeit). Für Beispiele siehe die schon vorhandenen Artikel.
Außerdem über die fünf zuletzt Verstorbenen, zu denen es einen ausreichend guten Artikel für eine Präsentation auf der Hauptseite gibt, nach der todesbedingten Überarbeitung der Artikel ggf. auch unter Wikipedia Diskussion:Hauptseite informieren und sie am besten auch in den anderen Wikipedia-Sprachversionen eintragen. Tipp: Regelmäßig bei news.google.de nach „ist tot“, „gestorben“ oder „verstorben“ suchen.
Wenn eine Person gestorben ist, gibt es viele Seiten zu dieser Person in der Wikipedia, die davon auch betroffen sind und entsprechend aktualisiert werden müssen. Beispiele: Namenübersichtsseite, Geburtsjahr, Geburtsort-Seiten und viele mehr.
Wie finde ich die betroffenen Seiten?
Im Suchfeld auf der linken Seite gibt man den Suchbegriff so ein: „Vorname Nachname“. Dann klickt man auf Volltext und alle Seiten mit entsprechendem Suchtext werden aufgerufen. Hier sieht man dann schnell, wo auch das Todesjahr Sinn macht oder sogar ein Teil des Artikels angepasst werden muss. Auch hilft das „Werkzeug“ auf der linken Seite sehr gut, um solche Seiten aufzufinden: „Links auf diese Seite“. Somit ist die Wikipedia wieder aktuell in allen Bereichen! Hinweis: bei Eintragung der Kategorie „Gestorben JAHR“ wird der Missbrauchsfilter 49 ausgelöst, was jedoch nicht schlimm ist. Siehe: Spezial:Missbrauchsfilter/49
Dies ist eine Liste von im dritten Quartal 1937 verstorbenen bekannten Persönlichkeiten. Die Einträge erfolgen innerhalb der einzelnen Daten alphabetisch sortiert. Tiere sind im Nekrolog für Tiere zu finden.

## Juli
| Tag      | Name                                  | Beruf, bekannt als                                                                                                   | Alter | Beleg |
| -------- | ------------------------------------- | --- | ----- | ----- |
| 1. Juli  | Siegfried Abeles                      | österreichischer Pädagoge und Schriftsteller                                                                         | 53    |       |
| 1. Juli  | Michail Iwanowitsch Brusnew           | russisch-sowjetischer Revolutionär, Ingenieur und Polarforscher                                                      | 71    |       |
| 1. Juli  | Arno von Moyzischewitz                | deutscher Offizier                                                                                                   | 47    |       |
| 1. Juli  | Rowland Prothero, 1. Baron Ernle      | britischer Politiker (Conservative Party)                                                                            | 85    |       |
| 1. Juli  | Fred von Zollikofer                   | deutscher Dichter, Schriftsteller, Dramaturg und Kritiker                                                            | 39    |       |
| 2. Juli  | Amelia Earhart                        | US-amerikanische Flugpionierin und Frauenrechtlerin                                                                  | 39    |       |
| 2. Juli  | Ottó Hellmich                         | ungarischer Turner                                                                                                   | 63    |       |
| 2. Juli  | Nikolai Maximowitsch Minski           | russischer Schriftsteller und Dichter                                                                                | 82    |       |
| 2. Juli  | John Thomas Underwood                 | britischer Unternehmer der Underwood Typewriter Company                                                              | 80    |       |
| 2. Juli  | Alfred Rudolph Zimmermann             | niederländischer Jurist und Politiker                                                                                | 68    |       |
| 3. Juli  | Iossif Wikentjewitsch Kossior         | sowjetischer Politiker                                                                                               | 44    |       |
| 3. Juli  | Antonietta Meo                        | italienische Ehrwürdige Dienerin Gottes                                                                              | 6     |       |
| 3. Juli  | Edwin D. Ricketts                     | US-amerikanischer Politiker                                                                                          | 69    |       |
| 3. Juli  | Jacob Schick                          | US-amerikanischer Erfinder und Unternehmer                                                                           | 59    |       |
| 4. Juli  | Josef Dirnberger                      | österreichischer Bildhauer und Politiker                                                                             | 65    |       |
| 4. Juli  | Georg Jacob                           | deutscher Turkologe; Rektor der Universität Kiel                                                                     | 75    |       |
| 4. Juli  | George Mitchell                       | rhodesischer Politiker, Premierminister Südrhodesiens                                                                | 70    |       |
| 5. Juli  | Hermann Bachmann                      | deutscher Opernsänger (Bariton) und -regisseur sowie Gesangspädagoge                                                 | 72    |       |
| 5. Juli  | Elvira Fölzer                         | deutsche Klassische Archäologin                                                                                      | 69    |       |
| 5. Juli  | Baptist Hoffmann                      | deutscher Opernsänger                                                                                                | 73    |       |
| 5. Juli  | Georges Paulus                        | französischer Schwimmer                                                                                              | 41    |       |
| 5. Juli  | Daniel Sawyer                         | US-amerikanischer Golfspieler                                                                                        | 55    |       |
| 6. Juli  | Bohdan-Ihor Antonytsch                | ukrainischer Poet und Prosaist                                                                                       | 27    |       |
| 6. Juli  | Bruno Grauel                          | deutscher Eishockeyspieler und Eiskunstläufer                                                                        | 52    |       |
| 7. Juli  | Erdmann Graeser                       | deutscher Schriftsteller                                                                                             | 67    |       |
| 7. Juli  | Åke Hammarskjöld                      | schwedischer Jurist und Diplomat, Richter am Ständigen Internationalen Gerichtshof                                   | 44    |       |
| 7. Juli  | Walter Martens                        | deutscher Architekt                                                                                                  | 77    |       |
| 7. Juli  | Adele Paasch                          | deutsche Bildhauerin und Medailleurin                                                                                | 69    |       |
| 7. Juli  | Leopold Theyer                        | österreichischer Architekt                                                                                           | 85    |       |
| 8. Juli  | Axel Bakunts                          | armenischer Schriftsteller                                                                                           | 38    |       |
| 8. Juli  | Alphonse Bayot                        | belgischer Romanist                                                                                                  | 60    |       |
| 10. Juli | Eugen Holdinghausen                   | deutscher Politiker (NSDAP), MdR                                                                                     | 47    |       |
| 10. Juli | Theodor Kölliker                      | deutscher Chirurg und Orthopäde                                                                                      | 85    |       |
| 10. Juli | Rafael de Nogales                     | venezolanischer Abenteurer, Söldner und Schriftsteller                                                               | 57    |       |
| 11. Juli | Max Freudenthal                       | deutscher Rabbiner                                                                                                   | 69    |       |
| 11. Juli | George Gershwin                       | US-amerikanischer Komponist                                                                                          | 38    |       |
| 11. Juli | August Messer                         | deutscher Philosoph                                                                                                  | 70    |       |
| 11. Juli | Walter Norden                         | deutscher Historiker und Kommunalwissenschaftler                                                                     | 61    |       |
| 11. Juli | Max Winter                            | österreichischer Journalist und Politiker                                                                            | 67    |       |
| 13. Juli | Henry Edward Armstrong                | englischer Chemiker                                                                                                  | 89    |       |
| 13. Juli | Victor Laloux                         | französischer Architekt                                                                                              | 86    |       |
| 13. Juli | Daschdordschiin Natsagdordsch         | mongolischer Schriftsteller                                                                                          | 30    |       |
| 13. Juli | Jewgeni Alexejewitsch Preobraschenski | sowjetischer Revolutionär und Politiker                                                                              | 51    |       |
| 13. Juli | Alfred Schär                          | deutscher Lehrer und Widerstandskämpfer gegen den Nationalsozialismus                                                | 49    |       |
| 13. Juli | Wassyl Sedljar                        | ukrainischer Maler                                                                                                   | 38    |       |
| 13. Juli | Antonio García Solalinde              | US-amerikanischer Romanist, Hispanist und Mediävist spanischer Herkunft                                              | 44    |       |
| 13. Juli | Jan Zwart                             | niederländischer Organist und Komponist                                                                              | 59    |       |
| 14. Juli | Georg von Dehn-Schmidt                | deutscher Diplomat                                                                                                   | 60    |       |
| 14. Juli | Walter Gay                            | amerikanischer Maler                                                                                                 | 81    |       |
| 14. Juli | Julius Meier                          | US-amerikanischer Politiker                                                                                          | 62    |       |
| 14. Juli | Joseph Taylor Robinson                | US-amerikanischer Politiker und Gouverneur                                                                           | 64    |       |
| 14. Juli | Walter Simons                         | deutscher Jurist und Politiker                                                                                       | 75    |       |
| 15. Juli | Emanuel Gohle                         | deutscher Komponist, Liederdichter und neuapostolischer Kirchenmusiker                                               | 69    |       |
| 15. Juli | Henri Auguste Ménégaux                | französischer Ornithologe                                                                                            | 80    |       |
| 15. Juli | Albert von Mutius                     | preußischer Offizier, zuletzt Generalleutnant im Ersten Weltkrieg                                                    | 74    |       |
| 15. Juli | Michael Sir                           | deutscher Kaufmann und Politiker (Zentrum), MdR                                                                      | 75    |       |
| 16. Juli | Georg Kyrle                           | österreichischer Prähistoriker und Speläologe                                                                        | 50    |       |
| 16. Juli | Gerhard von Prosch                    | deutscher SA-Führer                                                                                                  | 42    |       |
| 16. Juli | Karl Siebold                          | deutscher Architekt und Kirchenbaumeister                                                                            | 82    |       |
| 16. Juli | Herbert Weir Smyth                    | US-amerikanischer Klassischer Philologe                                                                              | 79    |       |
| 16. Juli | Kan’ichiro Tashiro                    | Generalleutnant der Kaiserlich Japanischen Armee                                                                     | 55    |       |
| 16. Juli | Pawel Nikolajewitsch Wassiljew        | sowjetischer Schriftsteller                                                                                          | 27    |       |
| 16. Juli | Wilhelm Zoellner                      | westfälischer Generalsuperintendent und Vorsitzender des Reichskirchenausschusses der Deutschen Evangelischen Kirche | 77    |       |
| 17. Juli | Harriet Chalmers Adams                | US-amerikanische Entdeckerin, Journalistin und Fotografin                                                            | 61    |       |
| 17. Juli | Paul Arndt                            | deutscher Klassischer Archäologe                                                                                     | 71    |       |
| 17. Juli | Percy Gardner                         | britischer Klassischer Archäologe und Numismatiker                                                                   | 90    |       |
| 17. Juli | Carl Hosius                           | deutscher klassischer Philologe                                                                                      | 71    |       |
| 17. Juli | Gabriel Pierné                        | französischer Komponist und Dirigent                                                                                 | 73    |       |
| 17. Juli | Alfred Tittel                         | deutscher Reichsgerichtsrat                                                                                          | 66    |       |
| 18. Juli | Julian Bell                           | britischer Maler, Kunstkritiker und Dichter                                                                          | 29    |       |
| 18. Juli | Robert Fournier-Sarlovèze             | französischer Polospieler und Politiker                                                                              | 68    |       |
| 18. Juli | Ferdinand von Grumme-Douglas          | deutscher Konteradmiral und Politiker                                                                                | 77    |       |
| 19. Juli | Rochus von Rheinbaben                 | deutscher politischer Aktivist und Schriftsteller                                                                    | 43    |       |
| 20. Juli | Olga Hahn-Neurath                     | österreichische Mathematikerin und Philosophin                                                                       | 55    |       |
| 20. Juli | Guglielmo Marconi                     | italienischer Radiopionier und Unternehmer                                                                           | 63    |       |
| 20. Juli | Gabriele von Schlippenbach            | deutsche Schriftstellerin                                                                                            | 90    |       |
| 21. Juli | Richard Guenter                       | deutscher Kaufmann und Politiker (NLP), MdR                                                                          | 81    |       |
| 21. Juli | Rab Howell                            | englischer Fußballspieler                                                                                            | 69    |       |
| 21. Juli | Eleonore Kalkowska                    | polnisch-deutsche Schriftstellerin und Schauspielerin                                                                | 54    |       |
| 21. Juli | Friedrich Wilhelm Nevoigt             | Fabrikant von Strickmaschinen und Fahrrädern                                                                         | 78    |       |
| 22. Juli | Alfred George Edwards                 | Erzbischof von Wales                                                                                                 | 88    |       |
| 22. Juli | Heinrich Siegmund                     | deutscher Arzt, Landeskonsistorialrat und Publizist                                                                  | 69    |       |
| 22. Juli | Karl Tschuppik                        | österreichischer Journalist, Publizist und Herausgeber                                                               | 60    |       |
| 23. Juli | Paul Diercke                          | deutscher Kartograf                                                                                                  | 63    |       |
| 23. Juli | Anning Smith Prall                    | US-amerikanischer Politiker                                                                                          | 66    |       |
| 23. Juli | Varnava Rosić                         | Patriarch der Serbisch-Orthodoxen Kirche (1930–1937)                                                                 | 56    |       |
| 23. Juli | Henry Schaper                         | deutscher Politiker (DDP), MdHB                                                                                      | 62    |       |
| 24. Juli | William T. Cobb                       | Gouverneur von Maine                                                                                                 | 80    |       |
| 24. Juli | Arnold von Winckler                   | preußischer Offizier, zuletzt General der Infanterie im Ersten Weltkrieg                                             | 81    |       |
| 25. Juli | Johannes Bolte                        | deutscher Literaturwissenschaftler, Volkskundler und Erzählforscher                                                  | 79    |       |
| 25. Juli | Hugo Scheu                            | deutscher Gutsbesitzer und Mäzen                                                                                     | 92    |       |
| 26. Juli | Ernst von Delius                      | deutscher Rennfahrer der „Auto-Union“                                                                                | 25    |       |
| 26. Juli | Charles A. Korbly                     | US-amerikanischer Politiker                                                                                          | 66    |       |
| 26. Juli | Aldo Pigorini                         | italienischer Motorradrennfahrer                                                                                     | 29    |       |
| 26. Juli | Gerda Taro                            | deutsche Fotografin                                                                                                  | 26    |       |
| 26. Juli | Uchida Ryōhei                         | japanischer Politiker                                                                                                | 63    |       |
| 27. Juli | Hans Dahl                             | norwegischer Landschafts- und Genremaler                                                                             | 88    |       |
| 27. Juli | Wilhelm von Waldow                    | deutscher Politiker (DNVP)                                                                                           | 80    |       |
| 27. Juli | Robert Henry Whitelaw                 | US-amerikanischer Politiker                                                                                          | 83    |       |
| 28. Juli | Frederic Brewster Loomis              | US-amerikanischer Paläontologe                                                                                       | 63    |       |
| 28. Juli | August Brey                           | deutscher Politiker (SPD), MdR                                                                                       | 72    |       |
| 28. Juli | Otto von der Decken                   | sächsischer Generalleutnant                                                                                          | 78    |       |
| 28. Juli | John White Howell                     | amerikanischer Elektroingenieur                                                                                      | 79    |       |
| 28. Juli | Karl Merkel                           | deutscher Widerstandskämpfer gegen den Nationalsozialismus                                                           | 34    |       |
| 28. Juli | Gonçalo Sampaio                       | portugiesischer Botaniker                                                                                            | 72    |       |
| 29. Juli | Otto Leppin                           | deutscher Architekt                                                                                                  | 86    |       |
| 29. Juli | Hermine Overbeck-Rohte                | deutsche Malerin | 68    |       |
| 30. Juli | Mary Lyschinska                       | englische Kindergarten- und Fröbelpädagogin                                                                          | 87    |       |
| 30. Juli | Frederic von Rosenberg                | deutscher Politiker und Außenminister (1922 bis 1923)                                                                | 62    |       |
| 31. Juli | Oswald Baer                           | deutscher Mediziner, Heimatforscher und Autor                                                                        | 90    |       |
| 31. Juli | Noé Bloch                             | russischer Produzent beim deutschen und französischen Film                                                           | 61    |       |
| 31. Juli | Louis Dapples                         | Schweizer Manager | 69    |       |
| 31. Juli | Reinhold Julius                       | deutscher Widerstandskämpfer und Boxer                                                                               | 24    |       |
|          | Manuel Serafín Pichardo Peralta       | kubanischer Botschafter                                                                                              | 71    |       |

## August
| Tag        | Name                                   | Beruf, bekannt als | Alter | Beleg |
| ---------- | -------------------------------------- | --- | ----- | ----- |
| 1. August  | Ndre Mjeda                             | albanischer Dichter | 70    |       |
| 2. August  | Fritz Dettner                          | deutscher Politiker der Kommunistischen Partei Deutschlands (KPD)                                                                                | 31    |       |
| 2. August  | Artur Sirk                             | estnischer Politiker und Militär | 36    |       |
| 4. August  | Georg Grunwald                         | deutscher römisch-katholischer Erziehungswissenschaftler und Priester                                                                            | 58    |       |
| 4. August  | Philalethes Kuhn                       | deutscher Tropenmediziner und Hygieniker | 66    |       |
| 4. August  | Frederick R. Lehlbach                  | US-amerikanischer Politiker | 61    |       |
| 4. August  | Constantin Nörrenberg                  | deutscher Bibliothekar, Germanist, und Bibliotheksdirektor                                                                                       | 74    |       |
| 4. August  | Hans Reck                              | deutscher Geologe | 51    |       |
| 4. August  | Julius Scriba                          | deutscher Apotheker | 71    |       |
| 5. August  | Alfred Wilhelm Baedeker                | deutscher Verlagsbuchhändler | 49    |       |
| 6. August  | Milton Stahl Garver                    | US-amerikanischer Romanist | 57    |       |
| 6. August  | Adele Gerber                           | österreichische Redakteurin und Frauenrechtsaktivistin                                                                                           | 73    |       |
| 6. August  | Annie Horniman                         | britische Dramaturgin, Theatermäzenin und Okkultistin                                                                                            | 76    |       |
| 6. August  | Reinhard Pahlke                        | deutscher Verwaltungsjurist und Politiker | 71    |       |
| 6. August  | Henri-Benjamin Rainville               | kanadischer Politiker (Québec) | 85    |       |
| 6. August  | Gustave Reynier                        | französischer Romanist |       |       |
| 6. August  | Sam. Stadener                          | schwedischer lutherischer Theologe | 65    |       |
| 6. August  | Alfred Wilm                            | deutscher Chemiker, Hütteningenieur und Metallurge                                                                                               | 68    |       |
| 7. August  | Hans Braxenthaler                      | deutscher Gewerkschafter und kommunistischer Widerständler                                                                                       | 43    |       |
| 7. August  | Eddie Gerard                           | kanadischer Eishockeyspieler und -trainer | 47    |       |
| 7. August  | Henri Lebasque                         | französischer Maler des Post-Impressionismus | 71    |       |
| 7. August  | Oskar Lwowitsch Rywkin                 | sowjetischer Parteifunktionär | 38    |       |
| 7. August  | Alfred Schmidtmeyer                    | deutscher Pädagoge und Historiker | 55    |       |
| 7. August  | Otto von Stetten                       | bayerischer Offizier und General der Kavallerie im Ersten Weltkrieg                                                                              | 75    |       |
| 7. August  | Wakabayashi Takeo                      | japanischer Fußballspieler | 29    |       |
| 8. August  | Paul Egeling                           | deutscher Architekt, Stadtbaurat | 80    |       |
| 8. August  | Jimmie Guthrie                         | britischer Motorradrennfahrer | 40    |       |
| 8. August  | Vernon Lyman Kellogg                   | US-amerikanischer Entomologe | 69    |       |
| 8. August  | Bernardí Martorell                     | spanischer Architekt des katalanischen Modernismus und des Historismus                                                                           | 60    |       |
| 8. August  | Theodore A. Peyser                     | US-amerikanischer Politiker | 64    |       |
| 8. August  | Martin Rázus                           | slowakischer Politiker, Dichter und Pfarrer | 48    |       |
| 9. August  | William S. Goodwin                     | US-amerikanischer Politiker | 71    |       |
| 9. August  | Ernst Moyat                            | deutscher Chemiker | 69    |       |
| 9. August  | Friedrich Pries                        | deutscher Architekt und mecklenburgischer Baubeamter                                                                                             | 77    |       |
| 9. August  | F. C. S. Schiller                      | britischer Philosoph, Vertreter des Pragmatismus                                                                                                 | 72    |       |
| 10. August | Eustaquio Ilundáin y Esteban           | spanischer Geistlicher, Erzbischof, Kardinal der römisch-katholischen Kirche                                                                     | 74    |       |
| 10. August | Hans Gustav Röhr                       | deutscher Automobilpionier | 42    |       |
| 10. August | Alfred Sasse                           | deutscher Architekt | 67    |       |
| 11. August | Stéphan Elmas                          | armenisch-schweizerischer Komponist und Pianist                                                                                                  | 72    |       |
| 11. August | Isidor Hopfner                         | österreichischer Dichter und Namenforscher | 79    |       |
| 11. August | Richard König                          | deutscher Bildhauer | 74    |       |
| 11. August | Robert Stumpfl                         | österreichischer Philologie und Theaterwissenschaftler                                                                                           | 33    |       |
| 11. August | Edith Wharton                          | amerikanische Schriftstellerin | 75    |       |
| 11. August | William H. Wilson                      | US-amerikanischer Politiker | 59    |       |
| 12. August | Felix Beran                            | österreichisch-schweizerischer Techniker, Schriftsteller und Übersetzer                                                                          | 69    |       |
| 12. August | Heinrich Hofmann                       | deutscher Jurist und Politiker (NLP), MdR | 80    |       |
| 12. August | Charles Manley Smith                   | US-amerikanischer Politiker | 69    |       |
| 13. August | Franz Dauer                            | deutscher Politiker (BVP), MdR | 64    |       |
| 13. August | Boris Andrejewitsch Guber              | sowjetischer Schriftsteller | 34    |       |
| 13. August | Paul Hillmann                          | deutscher Agrarwissenschaftler | 70    |       |
| 13. August | Louis Lang                             | Schweizer Uhrenfabrikant | 75    |       |
| 13. August | Sigismund Alexandrowitsch Lewanewski   | sowjetischer Pilot | 35    |       |
| 13. August | Karl von Lewinski                      | preußischer Offizier, zuletzt Generalleutnant | 79    |       |
| 13. August | Nikolai Nikolajewitsch Sarudin         | sowjetischer Dichter und Prosaist | 37    |       |
| 13. August | Alexander Konstantinowitsch Woronski   | sowjetischer Literaturkritiker in der frühen Phase der Sowjetunion                                                                               | 52    |       |
| 14. August | Leopold Leonidowitsch Awerbach         | sowjetischer Literaturkritiker |       |       |
| 14. August | Myron G. Barlow                        | US-amerikanischer Maler | 64    |       |
| 14. August | Semjon Grigorjewitsch Firin            | sowjetischer Geheimdienstoffizier | 39    |       |
| 14. August | Nikolai Alexejewitsch Jefimow          | Offizier der Roten Armee |       |       |
| 14. August | Gaetano Manzoni                        | italienischer Diplomat und Politiker, Gesandter im Osmanischen Reich und Serbien, Botschafter in der Sowjetunion sowie in Frankreich und Senator | 65    |       |
| 14. August | Karl Wiktorowitsch Pauker              | Offizier des NKWD | 44    |       |
| 14. August | Hanka Petzold                          | norwegisch-deutsche Musikpädagogin | 75    |       |
| 15. August | Franz Feldmann                         | deutscher Politiker (SPD), MdR | 69    |       |
| 15. August | Karl Helling                           | deutscher Schachspieler | 33    |       |
| 15. August | Carl August Kronlund                   | schwedischer Curler | 71    |       |
| 15. August | Orin Upshaw                            | US-amerikanischer Tauzieher | 63    |       |
| 16. August | Rodolfo Chiari                         | zweimaliger Premierminister und der 13. Staatspräsident von Panama                                                                               | 67    |       |
| 16. August | Wilhelm Firl                           | deutscher Kommunist und Widerstandskämpfer | 43    |       |
| 16. August | Bernhard Heller                        | deutscher Tischler, Bildhauer und Dichter | 59    |       |
| 16. August | Otto Hörsing                           | deutscher Politiker (SPD), MdR | 63    |       |
| 16. August | Elard von Oldenburg-Januschau          | deutscher Großagrarier, Lobbyist und Politiker (Deutschkonservative Partei, DNVP), MdR                                                           | 82    |       |
| 16. August | Fritz Schröder                         | deutscher Politiker (SPD), MdR | 46    |       |
| 17. August | Heinrich Beck                          | deutscher Elektrotechniker | 58    |       |
| 17. August | Julius Focke                           | deutscher Kaufmann und Kunstfreund | 65    |       |
| 17. August | Walther Graef                          | deutscher Jurist und Politiker (DNVP), MdR | 64    |       |
| 17. August | Ernst Seeger                           | deutscher Filmbeamter in der Weimarer Republik und im nationalsozialistischen Deutschen Reich                                                    | 52    |       |
| 17. August | Johannes Zimmermann                    | russlanddeutscher römisch-katholischer Geistlicher und Märtyrer                                                                                  |       |       |
| 18. August | Egon Dietrichstein                     | Wiener Journalist und Schriftsteller | 48    |       |
| 18. August | Luigi Pernier                          | italienischer Klassischer Archäologe | 62    |       |
| 18. August | Arno Scheibe                           | deutscher HNO-Arzt sowie Hochschullehrer | 73    |       |
| 19. August | Iwan Iwanowitsch Katajew               | russischer Prosaschriftsteller | 35    |       |
| 19. August | Kita Ikki                              | japanischer Autor, Intellektueller und politischer Philosoph                                                                                     | 54    |       |
| 19. August | Rudolf de Neufville                    | deutscher Chemiker und Mitglied des Provinziallandtages der Provinz Hessen-Nassau                                                                | 70    |       |
| 19. August | Albert Sprickerhof                     | deutscher Architekt, Ingenieur, Bauunternehmer, Bahnfabrikant und Eisenbahndirektor                                                              | 75    |       |
| 19. August | Eduard Valenta                         | österreichischer Chemiker | 80    |       |
| 20. August | Johnny Dunn                            | amerikanischer Jazz-Trompeter | 40    |       |
| 20. August | Morton D. Hull                         | US-amerikanischer Politiker | 70    |       |
| 20. August | Rudolf Pechall                         | österreichischer Politiker (GDVP) | 71    |       |
| 21. August | Artur Christianowitsch Frautschi       | russischer Geheimdienstler | 46    |       |
| 21. August | Edward Próchniak                       | polnischer kommunistischer Politiker | 48    |       |
| 21. August | Bolesław Przybyszewski                 | polnisch-russischer Musikwissenschaftler | 45    |       |
| 21. August | Vítor Viana                            | brasilianischer Journalist, Schriftsteller und Historiker                                                                                        | 55    |       |
| 21. August | Adolf Warski                           | polnischer Arbeiterführer | 69    |       |
| 22. August | Karl Braun                             | deutscher Motorradrennfahrer | 34    |       |
| 22. August | Karl von Starck                        | deutscher Verwaltungsjurist und Politiker, Reichs- und Staatskommissar                                                                           | 69    |       |
| 22. August | James M. Stevens                       | US-amerikanischer Politiker | 64    |       |
| 23. August | Hermann Kersting                       | deutscher Arzt, Afrikaforscher und Kolonialbeamter                                                                                               | 74    |       |
| 23. August | Fred Pegram                            | britischer Illustrator, Karikaturist, Maler und Grafiker                                                                                         | 66    |       |
| 23. August | Albert Roussel                         | französischer Komponist | 68    |       |
| 23. August | Karl Adolf Schulz                      | Parteisekretär der SPD und Abgeordneter des Oldenburger Landtags                                                                                 | 67    |       |
| 24. August | Johann Etzel                           | deutscher Offizier, zuletzt Generalmajor | 67    |       |
| 24. August | Oskar Hofmeister                       | deutscher Fotograf | 66    |       |
| 24. August | Erwin Waßner                           | deutscher Marineoffizier, zuletzt Konteradmiral und Marineattaché                                                                                | 50    |       |
| 25. August | Hans Beck                              | deutsch-sowjetischer Kommunist und Gewerkschafter                                                                                                | 43    |       |
| 25. August | Jean Paul Richter                      | deutscher Kunsthistoriker | 90    |       |
| 26. August | Ada Gertrude Paterson                  | neuseeländische Schulärztin und Direktorin der School Hygiene Devision des Department of Health                                                  | 57    |       |
| 27. August | Constantin Brunner                     | deutsch-jüdischer Philosoph | 75    |       |
| 27. August | Bronislaw Bronislawowitsch Malachowski | sowjetischer Architekt, Karikaturist und Illustrator                                                                                             |       |       |
| 27. August | Andrew W. Mellon                       | US-amerikanischer Bankier, Philanthrop und Politiker                                                                                             | 82    |       |
| 27. August | John Russell Pope                      | US-amerikanischer Architekt | 63    |       |
| 27. August | Walter Rothschild, 2. Baron Rothschild | britischer Bankier und Zoologe | 69    |       |
| 28. August | Peter Oskar Hildebrandt                | deutscher nationalsozialistischer Journalist und Kommunalpolitiker                                                                               | 35    |       |
| 28. August | Joseph Kölsch                          | russlanddeutscher römisch-katholischer Geistlicher und Märtyrer                                                                                  |       |       |
| 28. August | Frederick Burr Opper                   | US-amerikanischer Comiczeichner und Illustrator                                                                                                  | 80    |       |
| 28. August | George Prendergast                     | australischer Politiker, Premier von Victoria | 83    |       |
| 29. August | Harold Barker                          | britischer Ruderer | 51    |       |
| 29. August | Otto Hölder                            | deutscher Mathematiker | 77    |       |
| 29. August | Nikolai Jakowlewitsch Iljin            | sowjetischer Raketeningenieur und Militärtechniker                                                                                               | 36    |       |
| 29. August | Hans Kobelinski                        | deutscher Nationalsozialist | 37    |       |
| 29. August | Walter Seidl                           | deutsch-tschechoslowakischer Autor | 32    |       |
| 29. August | Bernhard Wuermeling                    | deutscher Beamter und Politiker (Zentrum) | 82    |       |
| 30. August | Gaetano Bisleti                        | italienischer Kardinal der römisch-katholischen Kirche                                                                                           | 81    |       |
| 30. August | Panas Ljubtschenko                     | ukrainischer Revolutionär und sowjetischer Staatsmann                                                                                            | 40    |       |
| 30. August | Adele Sandrock                         | holländisch-deutsche Schauspielerin | 74    |       |
| 30. August | Karl Schwabe                           | deutscher Sportpilot | 40    |       |
| 31. August | Robert von Fleischhacker               | österreichischer Paläontologe, Anglist und Bürgermeister von Graz                                                                                | 81    |       |
| 31. August | Albert Heim                            | Schweizer Geologe, Hochschullehrer für Geologie an der ETH Zürich, Kynologe                                                                      | 88    |       |
| 31. August | Adolf von Nickel                       | deutscher Politiker | 90    |       |
|            | Max Jungk                              | österreichischer Theaterschauspieler und Drehbuchautor                                                                                           | 65    |       |

## September
| Tag           | Name                                 | Beruf, bekannt als                                                                         | Alter | Beleg |
| ------------- | ------------------------------------ | ------------------------------------------------------------------------------------------ | ----- | ----- |
| 1. September  | Hermann Drumm                        | deutscher Sozialdemokrat und Freiwilliger im Spanischen Bürgerkrieg                        | 28    |       |
| 1. September  | Karl Lauterbach                      | Biologe und Geograph                                                                       | 73    |       |
| 2. September  | Pierre de Coubertin                  | französischer Pädagoge, Historiker und Sportfunktionär                                     | 74    |       |
| 2. September  | Stanislaw Adamowitsch Messing        | polnischer Kommunist und stellvertretender Vorsitzender der sowjetischen OGPU (1929–1932)  |       |       |
| 2. September  | Alexander Gawrilowitsch Schljapnikow | russischer Gewerkschafter und Politiker                                                    | 52    |       |
| 3. September  | François Guiguet                     | französischer Maler                                                                        | 77    |       |
| 3. September  | Emil Lindh                           | finnischer Segler                                                                          | 70    |       |
| 4. September  | Juan Campisteguy                     | uruguayischer Rechtsanwalt, Politiker und Präsident Uruguays                               | 77    |       |
| 4. September  | Sándor Gál                           | ungarischer Politiker, Jurist und Präsident des Abgeordnetenhauses                         | 81    |       |
| 4. September  | Jewgeni Bronislawowitsch Paschukanis | sowjetischer Jurist und marxistischer Rechtsphilosoph                                      | 46    |       |
| 4. September  | Ignaz Reiss                          | sowjetischer Spion und Dissident                                                           |       |       |
| 4. September  | Nina Wolens                          | russische bzw. sowjetische Ökonomin                                                        |       |       |
| 5. September  | David Hendricks Bergey               | amerikanischer Arzt und Bakteriologe                                                       | 76    |       |
| 5. September  | Ernst John                           | deutscher Lehrer und Ethnograph                                                            | 69    |       |
| 5. September  | Carlo Pellegrini                     | italienischer Maler, Zeichner und Illustrator                                              | 70    |       |
| 6. September  | Pjotr Alexejewitsch Alexejew         | sowjetischer Politiker (WKP(B), KPdSU)                                                     |       |       |
| 6. September  | August Gürber                        | Physiologe, Pharmakologe und Rektor der Philipps-Universität Marburg                       | 73    |       |
| 6. September  | Henry Kimball Hadley                 | US-amerikanischer Komponist und Dirigent                                                   | 65    |       |
| 7. September  | Pierre Guilloux                      | französischer Leichtathlet                                                                 | 35    |       |
| 7. September  | Bogdan von Hutten-Czapski            | preußischer Politiker                                                                      | 86    |       |
| 7. September  | Sidonie Springer                     | deutsch-böhmische Malerin und Grafikerin                                                   | 59    |       |
| 8. September  | Felix Abraham                        | deutscher Sexualwissenschaftler                                                            | 36    |       |
| 9. September  | Hans Blädel                          | deutscher Volkssänger und Instrumentalhumorist                                             | 66    |       |
| 9. September  | Moritz Geiger                        | deutscher Phänomenologe                                                                    | 57    |       |
| 9. September  | Karl Glossy                          | österreichischer Literaturhistoriker und Direktor der städtischen Sammlungen               | 89    |       |
| 9. September  | Friedrich Homann                     | deutscher Politiker (NSDAP), MdR                                                           | 46    |       |
| 9. September  | Martin Wehrmann                      | deutscher Historiker und Gymnasiallehrer                                                   | 76    |       |
| 10. September | Adam Gareis                          | deutsch-russischer römisch-katholischer Geistlicher und Märtyrer                           | 50    |       |
| 10. September | Jean-Baptiste Pelt                   | französischer Geistlicher, Bischof von Metz                                                | 74    |       |
| 10. September | Maria Rigel                          | deutsche Politikerin                                                                       | 67    |       |
| 10. September | William A. Rodenberg                 | US-amerikanischer Politiker                                                                | 71    |       |
| 10. September | Sergei Michailowitsch Tretjakow      | sowjetischer Schriftsteller                                                                | 45    |       |
| 11. September | Ernst Barczewski                     | deutscher Pfarrer und Abgeordneter der deutschen Minderheit im Sejm in Polen               | 76    |       |
| 11. September | Dunbar Barton                        | britisch-irischer Jurist und Politiker                                                     | 83    |       |
| 11. September | Nazmi Ziya Güran                     | türkischer Maler                                                                           |       |       |
| 11. September | August Kann                          | österreichischer Elektrotechniker                                                          | 66    |       |
| 11. September | August Waibel                        | österreichischer Politiker (CSP) und Lehrer, Landtagsabgeordneter zum Vorarlberger Landtag | 61    |       |
| 12. September | Giuseppe Colli di Felizzano          | italienischer Diplomat                                                                     | 67    |       |
| 12. September | Alfred James Ewart                   | britisch-australischer Botaniker                                                           | 65    |       |
| 12. September | Gérard Marinier                      | französischer Automobilrennfahrer                                                          | 38    |       |
| 12. September | Ruffin Pleasant                      | US-amerikanischer Politiker                                                                | 66    |       |
| 13. September | Ellis Parker Butler                  | US-amerikanischer Schriftsteller                                                           | 67    |       |
| 13. September | Leopold Enzenberger                  | österreichischer Politiker (Landbund), Landtagsabgeordneter im Burgenland                  | 54    |       |
| 13. September | Karl Haubach                         | deutscher Architekt und preußischer Baubeamter                                             | 77    |       |
| 13. September | David Robertson                      | schottischer Golf- und Rugbyspieler                                                        | 68    |       |
| 14. September | Tomáš Garrigue Masaryk               | Gründer und erster Staatspräsident der Tschechoslowakei                                    | 87    |       |
| 14. September | Kurt Nixdorf                         | deutscher Ökonom und KPD-Funktionär                                                        | 33    |       |
| 15. September | Paul Bahlmann                        | deutscher Schriftsteller, Bibliothekar und Mitbegründer der westfälischen Heimatbewegung   | 80    |       |
| 15. September | Olaf Finsen                          | färöischer Apotheker und Bürgermeister von Tórshavn                                        | 78    |       |
| 15. September | Carl Spengler                        | Schweizer Chirurg und Bakteriologe                                                         | 77    |       |
| 16. September | Friedrich Linz                       | deutscher Lehrer und Politiker (Freikonservativ), MdR                                      | 77    |       |
| 17. September | Robert Davidsohn                     | deutscher Historiker                                                                       | 84    |       |
| 17. September | Walter Dubislav                      | deutscher Wissenschaftstheoretiker                                                         | 41    |       |
| 17. September | Arthur von Salmuth                   | deutscher Polizeipräsident in Berlin                                                       | 76    |       |
| 18. September | Carl Beuermann                       | deutscher Unternehmer, Bürgervorsteher und Schützensenator                                 | 82    |       |
| 18. September | Otto Findeisen                       | deutscher Oberlehrer und Heimatforscher                                                    | 76    |       |
| 18. September | Friedrich von Gerok                  | württembergischer Offizier, zuletzt General der Infanterie im Ersten Weltkrieg             | 83    |       |
| 18. September | Ernst von Oidtman                    | preußischer Offizier, zuletzt Generalleutnant                                              | 82    |       |
| 18. September | Konrad Saaßen                        | deutscher Verwaltungsjurist, Landrat sowie Regierungspräsident                             | 51    |       |
| 19. September | Paul Dörwald                         | deutscher Philologe und Gymnasialprofessor                                                 | 78    |       |
| 19. September | Sidney M. Goldin                     | US-amerikanischer Regisseur des jiddischen Films                                           | 59    |       |
| 19. September | Jakob Schönfeld                      | russlanddeutscher römisch-katholischer Geistlicher und Märtyrer                            |       |       |
| 20. September | Henry Denhardt                       | US-amerikanischer Politiker                                                                | 61    |       |
| 20. September | Heinrich Jacob Goldschmidt           | österreichischer Chemiker                                                                  | 79    |       |
| 20. September | Maksymilian Horwitz                  | polnischer Kommunist, Opfer des Stalinismus                                                | 60    |       |
| 20. September | Lew Michailowitsch Karachan          | sowjetischer Diplomat                                                                      | 48    |       |
| 20. September | Fedor Krause                         | deutscher Neurochirurg                                                                     | 80    |       |
| 20. September | Peter Rollhäuser                     | russlanddeutscher römisch-katholischer Geistlicher und Märtyrer                            |       |       |
| 20. September | Paul Schubert                        | russlanddeutscher römisch-katholischer Geistlicher und Märtyrer                            |       |       |
| 20. September | Felix M. Warburg                     | deutsch-amerikanischer Bankier und Mäzen                                                   | 66    |       |
| 21. September | Julius Bredt                         | deutscher Chemiker                                                                         | 82    |       |
| 21. September | Heinrich Stefan Peschka              | österreichischer Pionier der Filmtechnik                                                   | 51    |       |
| 21. September | Johannes Sykutris                    | griechischer klassischer Philologe                                                         | 35    |       |
| 21. September | Osgood Perkins                       | US-amerikanischer Schauspieler                                                             | 45    |       |
| 22. September | Paul Peterich                        | deutscher Bildhauer                                                                        | 73    |       |
| 22. September | Ruth Roland                          | US-amerikanische Film- und Theaterschauspielerin sowie Filmproduzentin                     | 45    |       |
| 22. September | Eugen Tetzel                         | deutscher Musikpädagoge, Musikschriftsteller und Komponist                                 | 67    |       |
| 23. September | Karl Daubenthaler                    | preußischer Steinmetz und Landrat                                                          | 61    |       |
| 23. September | Alessandro Lustig Piacezzi           | österreichisch-italienischer Arzt, Anatom, Pathologe und Hochschullehrer                   | 80    |       |
| 23. September | Cleto González Víquez                | Präsident Costa Ricas                                                                      | 78    |       |
| 23. September | Carl Woelck                          | deutscher Verwaltungsjurist; Bürgermeister von Weißensee                                   | 69    |       |
| 25. September | Josef Krummel                        | russlanddeutscher römisch-katholischer Geistlicher und Märtyrer                            |       |       |
| 25. September | Robert Ritter                        | deutscher Kommunalpolitiker                                                                | 75    |       |
| 25. September | John W. Summers                      | US-amerikanischer Politiker                                                                | 67    |       |
| 26. September | Rudolf Ameseder                      | österreichischer Kunsthistoriker, Komponist und Philosoph                                  | 60    |       |
| 26. September | Wera Michailowna Jermolajewa         | russische Malerin                                                                          | 43    |       |
| 26. September | Viktor Kölle                         | deutscher Jurist und Politiker, MdR                                                        | 79    |       |
| 26. September | Ottomar Krupski                      | deutscher Leichtathlet, Kanute und Schmalfilm-Pionier                                      | 44    |       |
| 26. September | Hubert Lefèbvre                      | französischer Rugbyspieler                                                                 | 58    |       |
| 26. September | Eduard Samuilowitsch Panzerschanski  | Oberkommandierender der sowjetischen Seekriegsflotte                                       | 49    |       |
| 26. September | Bessie Smith                         | US-amerikanische Bluessängerin                                                             | 43    |       |
| 26. September | Andrei Iwanowitsch Wostrikow         | russisch-sowjetischer Ostasienwissenschaftler                                              | 34    |       |
| 27. September | Hans Ebhardt                         | deutscher SS-Führer und politischer Funktionär                                             | 42    |       |
| 27. September | Karl Fouquet                         | preußischer Offizier, zuletzt Generalleutnant                                              | 82    |       |
| 27. September | August Nicklaus                      | deutscher Jurist und Präsident der Eisenbahndirektion Saarbrücken                          | 52    |       |
| 27. September | Jean Baptiste Senderens              | französischer Chemiker                                                                     | 81    |       |
| 27. September | Karl Völker                          | österreichischer Theologe                                                                  | 50    |       |
| 28. September | John Franklin Jameson                | US-amerikanischer Historiker und Hochschullehrer                                           | 78    |       |
| 28. September | Rodolphe Lemieux                     | Politiker der Liberalen Partei Kanadas                                                     | 70    |       |
| 28. September | William Peel, 1. Earl Peel           | britischer Politiker                                                                       | 70    |       |
| 28. September | Timofei Wladimirowitsch Sapronow     | Leiter Gruppe des „Demokratischen Zentralismus“ in der frühen Phase der Sowjetunion        |       |       |
| 28. September | Wladimir Jakowlewitsch Sasubrin      | sowjetischer Schriftsteller                                                                | 42    |       |
| 28. September | Fridolin Suter                       | Schweizer römisch-katholischer Geistlicher, Ehrendomherr und Ehrenbürger von Bischofszell  | 73    |       |
| 29. September | Marie Zdeňka Baborová-Čiháková       | Die erste tschechische Biologin und Zoologin                                               | 60    |       |
| 29. September | Otto Bock von Wülfingen              | deutscher Generalmajor und Mitglied des preußischen Abgeordnetenhauses                     | 82    |       |
| 29. September | Genaro Estrada Félix                 | mexikanischer Botschafter                                                                  | 50    |       |
| 29. September | Ray Ewry                             | US-amerikanischer Leichtathlet                                                             | 63    |       |
| 29. September | Wolfgang Himmelbaur                  | österreichischer Botaniker                                                                 | 51    |       |
| 29. September | Ernst Hoppenberg                     | deutscher Schwimmer                                                                        | 59    |       |
| 29. September | Hans Leicht                          | Jurist, Politiker, Dichter und Übersetzer                                                  | 51    |       |
| 30. September | Hubert Bourdot                       | französischer Geistlicher, Botaniker und Mykologe                                          | 75    |       |
| 30. September | Micheil Dschawachischwili            | georgischer Schriftsteller                                                                 | 56    |       |
| 30. September | Franz Josef Niedenzu                 | deutscher Botaniker                                                                        | 79    |       |
| 30. September | William James Roche                  | kanadischer Politiker                                                                      | 76    |       |
| 30. September | Alexander Wassiljewitsch Schottmann  | russischer Revolutionär finnischer Herkunft                                                | 57    |       |
| 30. September | Anthony Sweijs                       | niederländischer Sportschütze                                                              | 85    |       |